# 1-я гвардейская моторизованная бригада
1-я гвардейская моторизованная бригада Генерального штаба Войска Республики Сербской (серб. Прва гардијска моторизована бригада Генералштаба Војске Републике Српске) — подразделение Войска Республики Сербской, подчинявшееся Генеральному штабу.

## История

### Образование и структура
Бригада начала формироваться в конце декабря 1992 года, в оперативный список включена 19 января 1993 года. Считается по структуре правопреемницей 1-й гвардейской моторизованной бригады ЮНА. Личный состав бригады — исключительно молодые призывники и добровольцы со всей Республики Сербской. Изначально штаб бригады располагался в Хан-Песаке, затем переведён в Калиновик.
В состав бригады входили 2 моторизованных батальона, смешанный артиллерийский дивизион, лёгкий дивизион артиллерии ПВО, бронетанковый батальон, батальон снабжения и штабные единицы (рота военной полиции, рота связи, разведывательная рота, инженерная рота, команда штаба).

### Боевой путь
Значительную часть войны бригада провела, защищая широкий район у горы Трескавица и на территории общины Трново (Восточное Сараево). В то время бригада подчинялась Герцеговинскому корпусу ВРС. В 1993 году участвовала в операциях «Лукавац 93» и «Церска». Осенью 1995 года части бригады на короткое время в сентябре были размещены в Босанской-Посавине, чтобы защитить свободное пространство, появившееся после отхода ряда единиц (16-й и 43-й моторизованных, 6-й и 5-й легкопехотных) 1-го Краинского корпуса в Боснийской Краине. Бригада также воевала на Гламочско-Граховском участке.